# Vulcano y Eolo maestros de la humanidad

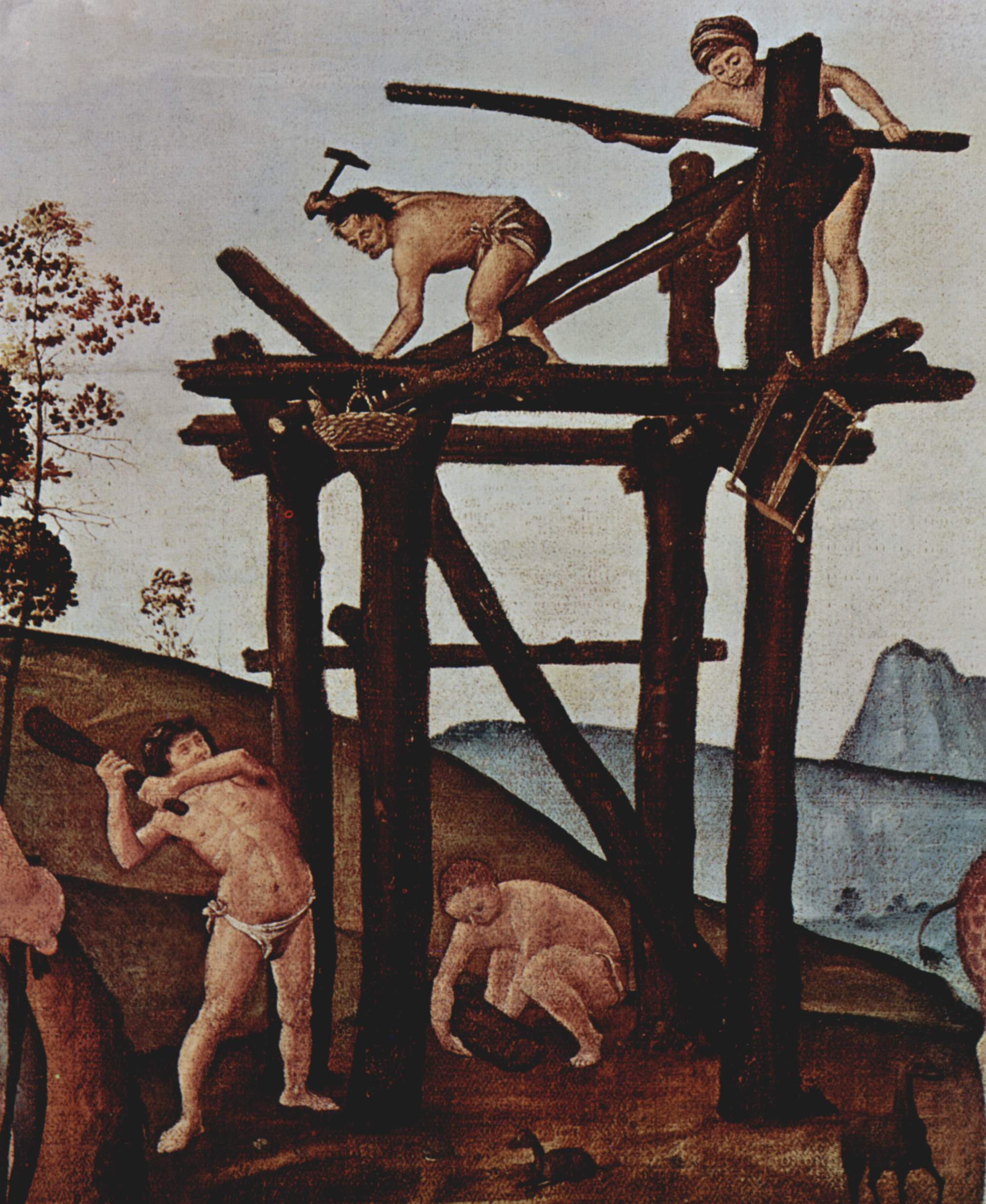
Detalle.

Vulcano y Eolo maestros de la humanidad es un óleo sobre lienzo de 155,5 x 166,4 cm de Piero di Cosimo, datado hacia 1500-1505 y conservado en la Galería Nacional de Canadá de Ottawa. Forma parte de la serie Historias de la humanidad primitiva.

## Historia
El panel es generalmente identificado con uno de los que decoraban un cuarto del palacio Del Pugliese de Florencia, vistos y descritos por Vasari. Panofski, notando las afinidades con el tema del fuego y de la civilización de la humanidad, fue el primero en asociar este gran panel y el de medidas similares en el Wadsworth Atheneum de Hartford (Hallazgo de Vulcano) con los tres respaldos de Nueva York y Oxford. Puede ser que las tablas estuvieran en cuartos distintos o que estuvieran insertadas en una boiserie a alturas diferentes, aunque el diferente tamaño de las figuras sugiere ciclos diferentes.
Las dos obras se encontraban en Florencia al menos hasta 1861, cuando fueron compradas por William Blundell Pence, cuyos herederos las colocaron en el mercado anticuario. La obra se encuentra en el museo canadiense desde 1937.

## Descripción y estilo
La fuente principal de la escena es la Genealogia deorum gentilium de Boccaccio (XII, 70), impresa en Venecia en 1472 y luego difundida a través de ediciones posteriores.
La escena muestra  a Vulcano ahora ya adulto que ha enseñado a los hombres el uso del fuego, para agradecerles su salvamento cuando de niño había sido arrojado del Olimpo. Lo ayuda con un fuelle Eolo, dios del viento, y los dos aparecen en una primitiva forja donde enseñan a los hombres a trabajar los metales. En concreto están creando una herradura, que un jinete observa con gran interés en el centro de la escena. Su presencia es un recordatorio de que en esta fase del progreso los hombres habían aprendido ya a domesticar los animales.
El resto de la obra muestra un paisaje con hombres y mujeres en diversas poses y tareas. Destaca el grupo de carpinteros a la derecha que está construyendo una cabaña con martillos y otros instrumentos que incluyen partes en metal, símbolo del avance de la civilización. La unidad familiar con padre, madre e hijo alude a la renuncia a la unión bárbara con los animales, que en las otras tablas de la serie daba origen a figuras híbridas monstruosas, mientras el hombre desnudo en primer plano que duerme acurrucado simbolizaría el alba, aludiendo al despertar de una nueva era de la civilización.
El paisaje es rico en valores atmosféricos y muestra una atención precisa al detalle, poblado de numerosos animales, entre los cuales destaca, a la derecha, una jirafa, recuerdo de la famosa jirafa Médici que vivió un tiempo en Florencia.